# Jorge Vega Velasco
Jorge Patricio Vega Velasco (Santiago, 12 de junio de 1957) es un sacerdote chileno, obispo prelado de Illapel desde 2010 a 2021, y obispo de Valparaíso desde 2021.

## Biografía

### Formación
Nació en Santiago en 1957, y estudió en el Liceo Alemán del Verbo Divino de Los Ángeles.
En 1978  estudió filosofía en el Seminario Pontificio Mayor de Santiago y teología en la Pontificia Universidad Católica Argentina.

### Vida religiosa
En 1977 entró al noviciado de los Misioneros del Verbo Divino (SVD). 
En 1984 fue ordenado sacerdote por el cardenal Juan Francisco Fresno, arzobispo de Santiago.
En el año 1985 fue enviado como misionero a Angola, país donde estuvo hasta 1999. Volvió a Chile para hacerse cargo del secretariado de misiones SVD, y en 2003 fue nombrado director de las Obras Misionales Pontificias de Chile.

## Episcopado

### Obispo-Prelado de Illapel
En 2010 el papa Benedicto XVI lo nombró obispo prelado de Illapel.
El 4 de agosto de 2020 fue nombrado consultor de la Pontificio Consejo para el Diálogo Interreligioso.

### Obispo de Valparaíso
En 2021 el papa Francisco lo nombró obispo de Valparaíso.